# Bogue (Kansas)
Bogue is een plaats (city) in de Amerikaanse staat Kansas, en valt bestuurlijk gezien onder Graham County.

## Demografie
Bij de volkstelling in 2000 werd het aantal inwoners vastgesteld op 179.
In 2006 is het aantal inwoners door het United States Census Bureau geschat op 165, een daling van 14 (-7,8%).

## Geografie
Volgens het United States Census Bureau beslaat de plaats een oppervlakte van
0,7 km², geheel bestaande uit land.

## Plaatsen in de nabije omgeving
De onderstaande figuur toont nabijgelegen plaatsen in een straal van 32 km rond Bogue.